# Михайловське сільське поселення (Красносулинський район)
Михайловське сільське поселення — муніципальне утворення у Красносулинському районі Ростовської області. 
Адміністративний центр поселення — хутір Михайлівка.
Населення - 1957 осіб (2010 рік).

## Географія
Михайловське сільське поселення розташоване у центрі Красносулинського району на водорозділі річок Лиха (з північної сторони) й Кундрючої (з південної сторони).

## Адміністративний устрій
До складу Михайлівського сільського поселення входять:
- хутір Михайловка - 796 осіб (2010 рік),
- хутір Грачов (колишня Грачова Балка) - 317 осіб (2010 рік),
- селище Молодіжне - 393 особи (2010 рік),
- хутір Холодне Плесо - 451 особа (2010 рік).